# La nit de la iguana (teatre)
|  | Aquest article tracta sobre l'obra de teatre. Vegeu-ne altres significats a «La nit de la iguana». |

La nit de la iguana és una obra de teatre escrita per Tennessee Williams, dramaturg estatunidenc del segle xx. Es basa en una novel·la curta del mateix autor publicada el 1948.
La primera vegada que es posà en escena, el 1959, l'obra comptava amb tan sols un sol acte. Durant els següents dos anys, Williams hi seguí treballant, interprentant-se en les verions de 1959 i 1960, i arribà a escriure la versió estrenada a Broadway el 28 de desembre de 1961, ja formada per tres actes. De l'obra se n'han fet dues adaptacions cinematogràfiques: el 1964, dirigida per John Huston i guanyadora d'un Oscar, i el 2000, dirigida per Janusz Kica.

L'obra comença amb un epígraf d'Emily Dickinson:
And so, as kinsmen met a night,
we talked between the rooms,
until the moss had reached our lips,
and covered up our names.

## Argument
L'obra està ambientada a un poblet costaner de Mèxic, l'estiu de 1940, on Maxine Faulk i el seu marit hi porten l'hotel Costa Verde. L'ex-reverend Lawrance Shannon hi arriba amb un grup de dones integrants del Baptist Female College de Texas a les quals està acompanyant en una visita turística per Mèxic organitzada per l'agència Blake Tours, per la qual porta treballant uns anys després que el fessin fora de la seva església per haver titllat Déu de "delinqüent senil" en un dels seus sermons i haver estat implicat en un escàndol sexual.

### Acte I
En arribar a l'hotel, Shannon és sorprès amb la notícia que el seu amic Fred Faulk, el marit de Maxine, ha mort fa dues setmanes, i serà Maxine qui el porti a partir d'ara. Shannon, abatut emocionalment, intenta seguir amb la visita turística tot i que Judith Fellows, del Baptist Female College, se li encara després de saber que ha tingut relacions sexuals amb Charlotte Goodall, una noia de disset anys que també els acompanya i de la qual és responsable.
Apareixen a escena dos personatges més: Hannah Jelkes, una jove dibuixant, i Jonathan Cotton (Nonno), el seu avi nonagenari , que és el poeta viu i en actiu més vell del món. Demanen allotjament a Maxine però no li poden pagar per avançat: Hannah i Nonno viatgen junts amb els diners que treuen de la venta de dibuixos i poemes, però els últims dies no han tingut gaire sort. Maxine, que no els vol al seu hotel tot i tenir habitacions lliures (probablement per la simpatia que Shannon mostra amb la jove Hannah) accedeix a donar-los llit només per una nit. Tot i la feble salut de l'ancià, Nonno està decidit a escriure el seu últim poema. A partir d'aquest punt, l'obra se centrarà en el lligam humà entre Shannon i Hannah.
A l'hotel s'hi allotja també una parella d'alemanys amb la seva filla i el marit d'aquesta. Són tots personatges secundaris que al llarg de l'obra no tindran grans intervencions llevat d'algunes cançons de marxa nazis que serveixen a l'autor per a retratar l'època.
El primer acte acaba amb la captura d'una iguana per part de Pancho i Pedro, treballadors de l'hotel. La tindran lligada un temps mentre l'alimenten i creix fins que puguin matar-la i menjar-se-la. Segons Shannon, els mexicans la consideren un delicatessen.

### Acte II
Al segon acte apareix Jake Latta, un guia turístic que s'endurà les dones del Baptist Female College de tornada a Texas després que Judith s'hagi posat en contacte amb el cap de l'agència. Shannon està acomiadat. S'intenta llançar a l'oceà però Pancho i Pedro el retenen, lligant-lo amb una corda, com han fet amb la iguana.
Hannah s'assabenta del que li passa a Shannon i s'ofereix per calmar-lo amb te i conversa. Asseguts a unes hamaques, sembla que ha de donar-se entre ells una connexió permanent però Hannah rebutja la companyia de Shannon. L'ex-reverend li explica que els dos nois mexicans han capturat una iguana i Hannah s'escandalitza, demanant-li que l'alliberi. Shannon s'hi resisteix però acaba fent-ho.
Apareix Maxine, que veu Shannon amb un matxet a la mà i sap que acaba d'alliberar la iguana. Maxine aparta Shannon de Hannah, li ofereix quedar-se amb ella a Costa Verde ara que el seu marit és mort i el convida a banyar-se una estona al mar ("liquid moonlight" en la versió original). Amb poques opcions, Shannon accepta anar-se'n a l'aigua amb ella, donant per entès que es quedarà a Costa Verde.
Nonno recita el seu últim poema, que ha aconseguit acabar aquella nit, mentre Hannah l'escriu a mà. Aquell poema, que ha aparegut durant tota l'obra en forma de d'estrofes incompletes, són les últimes paraules de Nonno, que mor just abans que baixi el teló.

## Personatges
Agència de viatges Blake Tours
- Lawrance Shannon és un ex-reverend expulsat de la seva església per escàndols sexuals i blasfèmia.
- Judith Fellowes és una de les integrants del Baptist Female College, en tour turístic per Mèxic de la mà de Shannon.
- Charlotte Goodall és una noia de disset anys, prodigi musical, sota la custòdia de Judith.
- Jake Latta és un altre treballador de Blake Tours, que substituïrà Shannon un cop aquest sigui acomiadat.

Treballadors a l'hotel Costa Verde
- Pancho i Pedro són dos treballadors mexicans a l'hotel Costa Verde els quals mantenen relacions sexuals amb Maxine.
- Fred i Maxine Faulk són els propietaris de l'hotel. Un cop mort Fred, Maxine se n'ocuparà exclusivament.

Turistes a l'hotel Costa Verde
- Jonathan Cotton (Nonno) és un ancià de noranta-set anys que viatja amb la seva neta Hannah. És el poeta viu i en actiu més vell del món i es proposa escriure el seu últim poema.

- Hannah Jelkes és una noia jove d'ofici dibuixant que acompanya el seu avi.
- Herr i Frau Fahrenkopf són una parella d'alemanys nazis de vancances a Costa Verde, els acompanya la seva filla Hilde i el seu marit Wolfgang.
- Hilde i Wolfgang

## El poema de Nonno
How calmly does the orange branch
Observe the sky begin to blanch
Without a cry, without a prayer,
With no betrayal of despair.

Sometime while night obscures the tree
The zenith of its life will be
Gone past forever, and from thence
A second history will commence.

A chronicle no longer gold,
A bargaining with mist and mould,
And finally the broken stem
The plummeting to earth; and then

An intercourse not well designed
For beings of a golden kind
Whose native green must arch above
The earth’s obscene, corrupting love.

And still the ripe fruit and the branch
Observe the sky begin to blanch
Without a cry, without a prayer,
With no betrayal of despair.

O Courage, could you not as well
Select a second place to dwell,
Not only in that golden tree
But in the frightened heart of me?

## Cultura popular
- "Night of the iguana" és una cançó de Joni Mitchell inclosa al seu àlbum de 2007 Shine.[6] La cançó és una adaptació temàtica i lírica de l'obra homònima de Williams.

## La nit de la iguana en teatres catalans
- La nit de la iguana forma part de la programació 2020-2021 del Teatre Nacional de Catalunya (TNC).[7]